# Luigi Priuli
Luigi Priuli (Veneza, 15 de setembro de 1650 - Roma, 15 de março de 1720) foi um cardeal do século XVIII

## Biografia
Nasceu em Veneza em 15 de setembro de 1650. De família senatorial do ramo de S. Barnaba. Segundo dos oito filhos de Marcantonio Priuli e Elena Basadonna. Os outros irmãos eram Danielle, Zaccaria, Angelo Maria, Pietro (senador), Girolamo (morto na guerra em 1690), Giustiniana e Giovanni (procurador e embaixador em Viena). Seu primeiro nome também está listado como Alvise. Sobrinho do Cardeal Pietro Basadonna (1673), por parte de mãe. Outros cardeais da família foram Lorenzo Priuli (1596); Matteo Priuli (1616); Pietro Priuli (1706); Antonio Marino Priuli (1758).
Ordenado (nenhuma informação adicional encontrada). Abade comendatário de S. Zeno Maggiore, Verona, outubro de 1684. Auditor da Sagrada Rota Romana, 1689.
Criado cardeal sacerdote no consistório de 18 de maio de 1712; recebeu o chapéu vermelho e o título de S. Marcello, em 11 de julho de 1712. Optou pelo título de S. Marco, em 28 de maio de 1714. Camerlengo do Sagrado Colégio dos Cardeais, em 4 de março de 1720, até sua morte, onze dias depois.
Morreu em Roma em 15 de março de 1720, no seu palácio romano de S. Marco. Exposto no seu título de S. Marco, local onde ocorreu o funeral em 18 de março de 1720; e sepultado nessa mesma igreja num magnífico e sumptuoso sepulcro, adornado com excelentes estátuas, tendo o seu busto esculpido em mármore, sob o qual havia uma inscrição honrosa